# 호남제일고등학교
호남제일고등학교(湖南第一高等學校)는 대한민국 전북특별자치도 전주시 완산구 효자동3가에 있는 사립 고등학교이다.

## 학교 연혁
- 1980년 3월 1일 : ‘전주예림고등학교’ (12학급) 개교
- 1982년 3월 1일 : ‘전주성은여자고등학교’ (18학급)
- 1990년 3월 1일 : ‘전일여자고등학교’ 로 교명 변경
- 1997년 2월 21일 : 학교법인 “경초학원(耕樵學園)” 설립 (설립자 초대 이사장 김재호 취임)
- 1997년 3월 1일 : ‘호남제일여자고등학교’ 로 교명 변경
- 1998년 4월 25일 : 청학동 신축 준공(연면적 1,847.45m2)
- 1999년 11월 24일 : 경초문화관 신축 준공(연면적 1,440.93m2)
- 2000년 11월 11일 : 본관 신축 준공(연면적 3,021.19m2)
- 2003년 3월 1일 : ‘호남제일고등학교’ 로 교명 변경
- 2005년 12월 27일 : 기숙사(진덕관) 신축 준공(연면적 1,563.22m2)
- 2009년 6월 15일 : 제2문화관 신축 준공(연면적 750.45m2)
- 2010년 3월 1일 : 수학·과학 교과교실제 운영
- 2010년 12월 31일 : 기숙사(호연관) 신축 준공(연면적 2,781.06m2)
- 2011년 3월 1일 : 자율학교 지정(2014학년도 까지)
- 2013년 3월 1일 : 2013학년도 남녀공학 학과개편
- 2014년 3월 1일 : 선진형 교과교실제 전환
- 2020년 2월 13일 : 경초학원 제3대 이사장 교육학 박사 춘강 김관수 취임
- 2023년 9월 1일 : 제10대 김영표 교장 취임
- 2024년 2월 2일 : 제42회 졸업식(241명) (총 15,828명)
- 2024년 3월 4일 : 2024학년도 입학식(남 116명, 여 139명 총 255명)

## 참고 자료
- 호남제일고등학교 - 한국교육학술정보원 학교알리미